# زمان مسکو
|  | یوتی‌سی ۰۳:۰۰+ | MSK−1: زمان کالینینگراد |
|  | یوتی‌سی ۰۴:۰۰+ | MSK: زمان مسکو          |
|  | یوتی‌سی ۰۶:۰۰+ | MSK+2: زمان یکاترینبرگ  |
|  | یوتی‌سی ۰۷:۰۰+ | MSK+3: زمان اومسک       |
|  | یوتی‌سی ۰۸:۰۰+ | MSK+4: زمان کرانسنویارک |
|  | یوتی‌سی ۰۹:۰۰+ | MSK+5: زمان ایرکوتس     |
|  | یوتی‌سی ۱۰:۰۰+ | MSK+6: زمان یاکوتسک     |
|  | یوتی‌سی ۱۱:۰۰+ | MSK+7: زمان ولادی‌وستوک  |
|  | یوتی‌سی ۱۲:۰۰+ | MSK+8: زمان ماگادان     |

| آبی روشن | زمان اروپای غربی (یوتی‌سی ۰۰:۰۰+)                                             |
| آبی      | زمان اروپای غربی (یوتی‌سی ۰۰:۰۰+) زمان تابستانی اروپای غربی (یوتی‌سی ۰۱:۰۰+)   |
| قرمز     | زمان اروپای مرکزی (یوتی‌سی ۰۱:۰۰+) زمان تابستانی اروپای مرکزی (یوتی‌سی ۰۲:۰۰+) |
| بژ       | زمان اروپای شرقی (یوتی‌سی ۰۲:۰۰+) ساعت تابستانی اروپای شرقی (یوتی‌سی ۰۳:۰۰+)   |
| زرد      | زمان شرق دور اروپا (یوتی‌سی ۰۳:۰۰+)                                           |
| سبز روشن | زمان مسکو (یوتی‌سی ۰۴:۰۰+)                                                    |

ساعت مسکو (روسی: моско́вское вре́мя) برای منطقه زمانی شهر مسکو و بسیاری از شهرهای واقع شده در غرب روسیه همچون سنت پترزبورگ می‌باشد. این منطقه زمانی دومین منطقه زمانی از نه منطقه زمانی موجود در کشور روسیه می‌باشد. این منطقه زمانی از تاریخ ۲۷ مارس سال ۲۰۱۱ میلادی ۴ ساعت از ساعت هماهنگ جهانی جلوتر تنظیم شده‌است.
ساعت این منطقه زمانی به منظور تعیین برنامه حرکت قطارها، کشتی‌ها و سایر وسایل حمل و نقلی استفاده می‌شود مادامی که برنامه حرکت هواپیماها با استفاده از ساعت سایر مناطق زمانی دیگر برنامه‌ریزی می‌شود.
زمان اعلام شده از ایستگاه‌های رادیویی در روسیه تنها به وقت منطقه زمانی مسکو اعلام می‌گردد؛ و همچنین در پیغام‌های نوشتاری و سایر مسایل ارتباطی ثبت می‌گردد.
مبدأ زمانی در روسیه اغلب بر مبنای منطقه زمانی روسیه به جای ساعت هماهنگ جهانی تعیین می‌گردد. به عنوان مثال یاکوسک که ده ساعت با مبدأ ساعت هماهنگ جهانی اختلاف زمانی دارد بر مبنای منطقه زمانی مسکو شش ساعت با مسکو اختلاف ساعت دارد.